# Bianca Răzor
Bianca Denisa Răzor (* 8. August 1994 in Cluj-Napoca) ist eine rumänische Leichtathletin.

## Sportliche Laufbahn
Sie hat den 400-Meter-Lauf als Spezialdisziplin und startet für CSA Steaua Bukarest. Bei den Juniorenweltmeisterschaften 2010 gewann sie die Bronzemedaille im 400-Meter-Lauf und wurde mit der rumänischen Staffel in der Qualifikationsrunde disqualifiziert. Im selben Jahr gewann sie auch Silber und Bronze bei den Olympischen Jugendspielen in Singapur. Zudem nahm sie an den Europameisterschaften in Barcelona teil und belegte dort mit der rumänischen Staffel im Finale den achten Platz. 2011 qualifizierte sie sich für die Halleneuropameisterschaften in Paris und schied dort über 400 m im Vorlauf aus. Es erfolgte die Teilnahme an den Jugendweltmeisterschaften im französischen Lille, bei denen sie im Einzelbewerb Fünfte wurde und mit der Sprintstaffel auf Platz sechs einlief. Bei den Junioreneuropameisterschaften 2011 gewann sie die Goldmedaille und wurde mit der Staffel im Vorlauf disqualifiziert.
2012 erreichte Răzor den siebten Platz mit der rumänischen Stafette bei den Europameisterschaften. Wenige Wochen später nahm sie an den Juniorenweltmeisterschaften in Barcelona teil und wurde dort in ihrer Spezialdisziplin Sechste. Mit der Staffel wurde sie ein weiteres Mal in der Vorrunde disqualifiziert. Mit ihrer erbrachten Leistung qualifizierte sie sich auch für die Olympischen Spiele in London, bei denen sie über 400 Meter aber bereits in der Vorrunde ausschied. 2013 folgte der Gewinn der Silbermedaille bei den Junioreneuropameisterschaften in Rieti, sowie ein sechster Platz im Finale mit der Staffel. Bei den Weltmeisterschaften im selben Jahr in Moskau wurde die rumänische Staffel Siebte und sie gelangte über 400 m bis ins Halbfinale. Bei den Spielen der Frankophonie gewann sie im Einzelbewerb die Bronzemedaille und siegte mit der rumänischen Staffel. 2014 wurde Răzor mit der Staffel Achte bei den Hallenweltmeisterschaften und Neunte bei den Europameisterschaften. Über 400 Meter belegte sie dort im Finale den sechsten Platz.
2015 schied sie bei den Halleneuropameisterschaften erneut in der Vorrunde aus. Bei den U23-Europameisterschaften gewann sie die Goldmedaille. Bei den Weltmeisterschaften in Peking im August erreichte sie mit neuer persönlicher Bestleistung das Halbfinale und schied mit der rumänischen Staffel in der Vorrunde aus. Im Oktober gewann sie bei den Militärweltspielen die Silbermedaille über 400 Meter. Ihren bis dahin größten Erfolg schaffte Răzor bei den Hallenweltmeisterschaften 2016 in Portland, als die rumänische Staffel (Adelina Pastor, Mirela Lavric, Andrea Miklós und Bianca Răzor) hinter den USA und Polen die Bronzemedaille gewann. Im Einzelbewerb schied sie im Semifinale aus. Später nahm die Staffel auch an den Olympischen Spielen in Rio de Janeiro teil, bei denen sie aber nicht das Finale erreichten. Im Einzelbewerb schied sie erneut in der Vorrunde aus.
2017 qualifizierte sie sich ein weiteres Mal für die Halleneuropameisterschaften in Belgrad, konnte sich dort aber erneut nicht für das Finale qualifizieren. Bei der Universiade 2017  in Taipeh gewann sie die Bronzemedaille im Einzelbewerb und auch mit der Staffel, nachdem die Mannschaft aus der Ukraine nachträglich disqualifiziert wurde. Bei den Weltmeisterschaften in London wenige Wochen zuvor, schied sie über 400 Meter im Halbfinale aus.

## Bestleistungen
- 200 m: 23,35 s, am 26. Juli 2015 in Pitești
- 400 m: 50,37 s, am 24. August 2015 in Peking
  - Halle: 52,82 s, am 25. Februar 2016 in Istanbul